# Omvänt transkriptas
Omvänt transkriptas (engelska: reverse transcriptase) är ett enzym som transformerar RNA till DNA. Länge trodde man inom molekylära biologin att det inte var möjligt att göra DNA från en RNA-mall, men via arbetet av ett antal forskare, inklusive Nobelpristagaren Howard M. Temin, vet man att bland annat retrovirus använder sig av omvänt transkriptas. Ett välkänt retrovirus är HIV.